# US-amerikanische Badmintonmeisterschaft 1992
Die US-amerikanische Badmintonmeisterschaft 1992 fand im Frühjahr 1992 in Colorado Springs statt. Es war die 52. Auflage der nationalen Titelkämpfe im Badminton in den USA.

## Titelträger
| Disziplin    | Sieger                    |
| ------------ | ------------------------- |
| Herreneinzel | Chris Jogis               |
| Dameneinzel  | Joy Kitzmiller            |
| Herrendoppel | Benny Lee Thomas Reidy    |
| Damendoppel  | Ann French Joy Kitzmiller |
| Mixed        | Andy Chong Linda French   |